# Ladislav Lakomý
Ladislav Lakomý (14. listopadu 1931 Náměšť na Hané – 11. dubna 2011 Brno) byl český herec a divadelní pedagog, jenž svůj profesionální herecký život strávil v Brně.

## Život
V letech 1948–1952 vystudoval brněnskou Vyšší průmyslovou školu chemickou, následně pak v roce 1956 činoherní herectví na Divadelní fakultě Janáčkovy akademie múzických umění v Brně. Po absolutoriu byl od roku 1956 angažován v brněnském Divadle bratří Mrštíků, kde hrál devět let, od roku 1965 až do své smrti působil jako člen činohry Státního/Národního divadla Brno. Krátce účinkoval ve Státním zájezdovém divadle v Praze (1960), šéfem činohry Slováckého divadla v Uherském Hradišti byl v letech 1967–1968.
Spolupracoval s filmem, rozhlasem a televizí, byl uznávaným recitátorem a dabérem (namluvil například role Alaina Delona). Za celoživotní mistrovství v dabingu se stal držitelem Ceny Františka Filipovského (1998), v roce 1988 mu byl udělen titul zasloužilý umělec.
Jako divadelní pedagog působil na konzervatoři a na JAMU v Brně. Příležitostně vystupoval také v různých menších brněnských divadlech, např. v Divadle U stolu či v Divadle Husa na provázku i jinde.
V České televizi zaujal též jeho civilní projev v dokumentárním seriálu o Poutních místech v Čechách a na Moravě, který uváděl společně s Josefem Somrem. Výjimečné bylo i jeho interpretační umění, například v roce 2004 mistrně namluvil komentář k poetickému filmu Krajina révového listu (DVD, scénář Jan Kostrhun) a CD Druhý pramen duhy. Oba nosiče jsou součástí knižního titulu próz Jana Kostrhuna Nevěsty z Moravy (Carpe diem). Audio Druhý pramen duhy vyšlo v roce 2013 i samostatně, ovšem pouze digitálně.
Jeho bratrancem je bývalý plavec Vítězslav Svozil. Má dceru Evu a vnuka Zdeňka Drštku, který je římskokatolickým knězem.
Ladislav Lakomý je pohřben na Ústředním hřbitově v Brně.

## Filmografie
- Poslední etapa (1962)
- Anděl blažené smrti (1965)
- Traktér u královny Pedauky (1967)
- Stud (1967)
- Okénko od pí Olgy Scheinpflugové (1967)
- Jdi za zeleným světlem (1968)
- Šťastný Jim (1969)
- Legenda o živých mrtvých (1971)
- Dny zrady I. (1973)
- Dny zrady II. (1973)
- Veľká noc a veľký den (1974)
- Sokolovo (1974)
- Dvacátý devátý (1974)
- Tango (1977)
- Vítězný lid (1977)
- Prokop Diviš (1977)
- Muž, který nesmí zemřít (1977)
- Chlapi jak se patří (1977)
- Člověk odjinud (1977)
- Pravda visí na vlásku (1979)
- Karolina aneb Příběh ze starých časů (1979)
- Čas pracuje pro vraha (1979)
- Konec dětských lásek (1980)
- Světlo z temnot (1982)
- Odchod bez řádů (1982)
- Putování Jana Amose (1983)
- Tři blázni v jednom (1996)
- Prsten a řetěz (1996)
- Kouzelný měšec (1996)
- Harumpant (1997)
- Četnické humoresky (1997)
- Stromy umírají vstoje (1998)
- Chatař (1999)
- Elektrický nůž (1999)
- Podzimní návrat (2001)

## Televize
- 1989 Smrt v kruhu (TV detektivka) – role: vrchní v restauraci Vaňha
- 1997 Četnické humoresky (TV seriál) – role: pokladník Komiš
- 1998 Hříšní lidé města brněnského (TV seriál) – role: policejní rada Melichar